# Slag bij Salé
De Slag bij Salé was een aanval op de Marokkaanse stad Salé door koning Alfons X van Castilië in 1260, toen de stad werd bestuurd door de Mariniden-dynastie. De stad bleef twee weken onder Castiliaanse bezetting, waarin ze 3.000 inwoners gevangen namen en als slaven namen. De Mariniden-dynastie herwon echter de controle over de stad nadat sultan Yacoub ben Abdelhaq zijn troepen opdracht gaf naar de stadspoorten te marcheren.

## Geschiedenis
Volgens historicus Ibn Khaldun rebelleerde Yacoub ben Abdellah le Mérinide, toen de Marinid-dynastie de controle over Salé overnam uit het Kalifaat van de Almohaden, tegen zijn oom Abu Yusuf Yaqub ibn Abd Al-Haqq en zocht hij de hulp van koning Alfons X. Ruy López de Mendoza, admiraal van Castilië vormde een oorlogsvloot om te helpen met Castiliaanse kruistochten aan de Noord-Afrikaanse kust. Salé was een belangrijk strategisch en commercieel centrum, en ook de toegangspoort tot Azghar, de regio van Noord-Marokko.
De dag vóór Eid al-Fitr in jaar 658 van de Hijra (september 1260), werden door koning Alfonso X zevenendertig oorlogsschepen naar Salé gestuurd. Op 2 Shawwal landden Castiliaanse krijgers in Salé en maakten van de gelegenheid gebruik om het grootste bloedbad in de geschiedenis van de stad te plegen. Burgers van Salé waren bezig met het vieren van Eid al-Fitr, en de Castilianen doodden velen van hen. De krijgers plunderden en vernietigden alles op hun pad. Vrouwen, kinderen en ouderen werden verzameld in de Grote Moskee van Salé, waar 3.000 van hen werden gevangen genomen en als slaven naar Sevilla werden gebracht.
Twee weken lang bleef Salé onder de bezetting van de Castilianen, voordat Sultan Yacoub ben Abdelhaq de stad te hulp snelde en snel zijn troepen beval naar de poorten van de stad te marcheren. Hij beval dat alle Castiliaanse soldaten moesten worden gedood, maar sommigen konden ontsnappen. Na de bevrijding van de stad gaf de Sultan opdracht tot de bouw van de Borj Adoumoue en een muur tegenover de Bou Regreg.
Na het mislukken van de strijd vluchtte Ruy Lopèz de Mendoza naar Portugal uit angst voor koning Alfonso X.